# August Dvorak
August Dvorak (5 de maig de 1894 – 10 d'octubre de 1975) va ser un psicòleg educatiu nord-americà i professor d'educació a la Universitat de Washington a Seattle, Washington. Ell i el seu cunyat, William Dealey, són coneguts per la creació del disseny del teclat simplificat Dvorak a la dècada de 1930 com a substitut del disseny de teclat QWERTY. A la dècada del 1940, Dvorak va fer dissenys de teclat per ser utilitzats amb una sola mà.
Dvorak i Dealey, juntament amb Nellie Merrick i Gertrude Ford, van escriure el llibre Typewriting Behavior, publicat el 1936. El llibre, que ja no es troba imprès, és un informe en profunditat sobre la psicologia i la fisiologia de la mecanografia.
Dvorak va formar part de l'exèrcit americà en l'expedició punitiva contra Pancho Villa i va resultar ferit durant la campanya. Després va ser donat d'alta i es va allistar a la Reserva de la Marina dels Estats Units, on va ensenyar matemàtiques i navegació fins a la Primera Guerra Mundial, on va servir a bord del corsari alemany capturat USS Callao que va portar les tropes a casa fins al 1919. Més tard, va ser el capità d'un submarí de classe Gato a l'Armada dels Estats Units durant la Segona Guerra Mundial. Mentre que el nom del compositor és pronunciat [dvor̝ɑːk]), amb el R més o menys com una simultània trilled [r] i [ʒ] la família d'August Dvorak dels EUA pronuncia /ˈdvɔræk/, amb una Anglès r.